# Starnberg
Starnberg és una ciutat alemanya, capital del districte homònim, situada a l'estat de Baviera, a uns 30 quilòmetres a l'oest de Múnic.

## Transport
Starnberg es troba en la línia S6 de la S-Bahn de Múnic.

## Persones il·lustres relacionades
La cineasta i fotògrafa Leni Riefenstahl va morir en aquesta localitat el 2003. El filòsof alemany Jürgen Habermas té establerta aquí la seva residència.